# 対馬ルリ子
対馬 ルリ子（つしま ルリこ、1958年3月16日 - ）は、日本の医師（産婦人科医）。学位は、博士（医学）。専門科目は、周産期学、ウィメンズヘルス。医療法人社団 「ウィミンズ・ウェルネス 女性ライフクリニック銀座・新宿」理事長。

## 来歴・人物
1958年青森県弘前市生まれ。4歳の時に八戸市へ転居。1976年青森県立八戸高等学校卒業。1984年弘前大学医学部卒業。東京大学医学部附属病院で研修医を経て、1986年東京大学医学部産科婦人科教室入局。1989年東京大学産婦人科学教室助手。1997年に東京大学より博士（医学）の学位を取得。1998年に東京都立墨東病院の産婦人科医長に就任し、翌年から周産期センター産婦人科医長となる。2001年に設立された「女性のための生涯医療センター」（ViVi）初代所長に就任。2002年にウィミンズ・ウェルネス銀座クリニック（現・対馬ルリ子女性ライフクリニック銀座）を設立して院長に就任。2003年には特定非営利活動法人「女性医療ネットワーク」を設立。
祖先は仙台藩（伊達藩）の藩医。曾祖叔父は赤痢菌を発見した細菌学者の志賀潔。祖父は弘前大学医学部長・同大学学長・東北女子大学初代学長を歴任した生理学者の佐藤煕。父は耳鼻咽喉科の開業医（佐藤耳鼻咽喉科医院院長）の佐藤邦夫。双子の妹は薬剤師の中尾美々子。末妹は歯科医師の武市えり子。叔母（父の妹）も医師。夫は消化器内科医。2人の娘（長女と次女）は産婦人科医。

## 著書
- 『超女性外来が変える日本の医療』築地書館、2002年

## 論文
- キレイな(からだ・心・肌)女性ホルモン塾

## 賞歴
- 日本家族計画協会第21回松本賞 - 2017年
- デーリー東北賞 - 2017年
- 東京都医師会・グループ研究賞 - 2018年